# Escuela de Bolonia (historia)
La Escuela de Bolonia es una escuela histórica de historia eclesiástica, especializada en la historia del Concilio Vaticano II. Según sus ideólogos, "los elementos prioritarios del Concilio Vaticano II no son sus textos, sino el acontecimiento en sí mismo", "el ´espíritu´ del Concilio, no reductible, sino inconmensurablemente superior a la ´letra´ de sus documentos". Dicho planteamiento, consecuentemente rupturista, se opone al propuesto por Benedicto XVI, defensor de la llamada "hermenéutica de la continuidad".